# Обуза
«Обуза» (англ. Drag) — американская драма 1929 года режиссёра Фрэнка Ллойда на основе новеллы Уильяма Дадли Пелли «Обуза: Комедия». Фильм был номинирован на премию «Оскар» за лучшую режиссёрскую работу. Картина, до недавнего времени считавшаяся утерянной, повествует о паре молодоженов, брак которых грозится распасться из-за прежней любви главы семейства. Первоначально фильм имел две версии — звуковую и немую.

## В ролях
- Ричард Бартелмесс — Дэвид Кэрролл
- Люсьен Литтлфилд — Па Паркер
- Катрин Клэр Уорд — Ма Паркер
- Элис Дэй — Элли Паркер
- Том Дуган — Чарли Паркер
- Лила Ли — Дот
- Маргарет Филдинг — Клара